# Polyalthia sympetala
Polyalthia sympetala är en kirimojaväxtart som beskrevs av Ian Mark Turner. Polyalthia sympetala ingår i släktet Polyalthia och familjen kirimojaväxter. Inga underarter finns listade i Catalogue of Life.